# Serica albisetis
Serica albisetis är en skalbaggsart som beskrevs av Ahrens 2005. Serica albisetis ingår i släktet Serica och familjen Melolonthidae. Inga underarter finns listade i Catalogue of Life.